# هونگ ری نا
هونگ ری نا (به کره‌ای: 홍리나؛ زادهٔ ۷ فوریه ۱۹۶۸) بازیگر اهل کره جنوبی است. او در مجموعه تلویزیونی جواهری در قصر با بازی در نقش چوئی گئوم‌یونگ شناخته شده است.

## زندگی‌نامه
هونگ ری نا، با نام مستعارش «هونگی یو» متولد ۷ فوریه ۱۹۶۸ است و برنده جایزه بهترین بازیگر درام از جشنواره اژدهای عمران کوچک شده‌است و برای اولین بار کار خود را در یک درام مخصوص نوجوانان به نام کلاس آبی در سال ۱۹۸۷ آغاز کرد و ساخت آن در سال ۱۹۸۸ پایان یافت. او فعالیت خود را پس از یک سانحه تصادف به مدت یک سال قطع کردو پس از یکسال در شبکه KBS با با بازی در سریال سقوط بر مهمان دوباره به فعالیت خود ادامه داد. فارغ‌التحصیل از گروه سرگرمی و پخش برنامه از کالج دخترانه سوان و دارای مدرک کارشناسی برنامه‌سازی و هنرهای نمایشی است این بازیگر که به زبان‌های کره‌ای و تقریباً فرانسوی تسلط دارد، ۱۷۰ سانتی‌متر قد دارد و. هونگ ری نا، دو خواهر نیز دارد و دوست صمیمی اش، فارایا بازیگر کمدی‌های زندهٔ کره‌ای است. سرگرمی‌های این بازیگر ۴۹ کیلویی، به قول خودش گوش کردن به موسیقی و تماشای فیلم است و مسیحی و پیرو مذهب کاتولیک است و در طی مصاحبه‌ای علت کم‌کاری اش در بازیگری را نداشتن علاقه چندان به این کار معرفی کرد و هم چنین اعلام کرد که از همان کودکی علاقه داشت فالگیر شود ولی اهل خرافات نیست وگاهی پیش‌بینی‌هایش درست از آب در می‌آید. او به قول خودش، از آن دسته انسان‌هایی است که وقتی در مسیری قرار بگیرد همه چیز برایش جدی است تا جایی که بتواند کارش را خوب انجام دهد و علت موفقیتش در بازیگری با وجود کم‌کاری را این موضوع می‌داند و هم چنین دربارهٔ بازی موفق خود در سریال جواهری در قصر گفت: جواهری در قصر، با زحمات بسیاری به این مرحله از موفقیت دست یافت و شانس در آن دخیل نبود اما شانس نصیبش شد که توانست در آن حضور داشته باشد وگرنه تمام عوامل یک کار موفق را داشت و به گفته خودش، او کاری را که برایش زحمت بکشد را دوست دارد و کاری که برایش اعتبار بیاورد را بیشتر دوست دارد و طبق گفته او، جواهری در قصر باید با چنین موفقیتی روبرو می‌شد چون واقعاً حقش بود. هونگ ری نا در سال ۲۰۰۴ از بازیگری فاصله گرفت و در فوریه ۲۰۰۶ با تاجری ازدواج کرد و صاحب فرزند دختری شد.

## سریال‌ها
- سه زن(۲۰۰۴)(SBS)
- جواهری در قصر (۲۰۰۳)(MBC)
- طلوع امپراتوری (۲۰۰۲) (KBS1)
- زندگی صادقانه (۲۰۰۲) (SBS)
- آینه خواهر (۲۰۰۰)
- کوهستان (۱۹۹۷) (MBC)
- جو گوانگ جو (۱۹۹۶) (KBS2)
- زن پسر من (۱۹۹۴) (MBC)
- بیمارستان عمومی (۱۹۹۴) (MBC)
- خورشید و ماه (۱۹۹۳) (KBS)
- سقوط بر مهمان (۱۹۹۰)(KBS)
- کلاس آبی (۱۹۸۷) (MBC)

## فیلم‌ها
پدر (۱۹۹۷)